# Deák Ferenc (labdarúgó, 1922)
Deák Ferenc (Budapest, 1922. január 16. – Budapest, 1998. április 18.) magyar labdarúgó és rekorder gólkirály. A Szentlőrinci AC, a Ferencváros és a Bp. Dózsa csatáraként játszott. Életében 834 mérkőzésen lépett pályára, és 1372 gólt szerzett, mérkőzésenkénti gólátlaga 1,65 volt.

## Pályafutása
Budapesten, a Ferencvárosban született. A családi péküzletben is dolgozó fiú pályafutását tizenhárom évesen kapusként kezdte. Egy lövés azonban úgy fejen találta, hogy az eszméletét is elvesztette, ezért otthon eltiltották a futballtól. A pályától azonban nem, és a meccseken olyan ügyesen lődözgette vissza a kiment labdákat, hogy a tehetségek után kutató Berkessy Elemér, az FTC edzője felfigyelt rá. Sikerült meggyőznie a szülőket, hogy a fiú folytathassa a játékot, ők azt a feltételt szabták, hogy a kapuba nem állhat többé.
Labdarúgó pályafutását lakóhelyén, Pestszentlőrincen kezdte, ahol az egyik helyi csapatban játszott.
Még Lőrincen neveztek el így, mert jó szokásom szerint a középkör táján, a felezővonalnál helyezkedtem el, látszólag úgy, mintha semmi dolgom nem lenne ott. Bambultam, de amikor jött a labda, mindig gyorsan és váratlanul mozdultam meg. Hiába, támadni és gólt lőni, ez a legszebb a futballban! Még ilyen bambásan is...

### Klubcsapatban
Az 1945–46, 1946–47 és 1948–49-es idényben ő vezette az európai góllövőlistát. 1945–46-ban 34 mérkőzésen 66 gólt rúgott, ami máig világrekord. Abszolút értelemben csak Archibald Stark előzte meg 67 góllal, de 44 mérkőzésen. Csatárként 1947-től három éven keresztül a Fradi színeiben játszott. Középcsatárként 1947-től 1950-ig az FTC-ben játszott, az 1948–49-es szezon végén bajnoki címet szerzett. Ebben a bajnoki idényben a 30 mérkőzés alatt 140 gólt lőttek a megalakulásának fél évszázados jubileumát ünneplő csapat támadói, ebből ő maga 59 találatot vállalt.  A három év alatt 111 mérkőzésen 155 gólt szerzett.
Deák ekkor került a Ferencvárosból (1950) a rivális újpestiekhez. 
A lila-fehéreknél töltött négy éve alatt azonban itt sem hagyta abba a gólgyártást, 77 fellépésén 53 gólt szerzett. Játékoskarrierjének utolsó éveit a VM Egyetértésnél, a Bp. Spartacusnál, illetve a Siófoknál töltötte.
Támadóként háromszor volt gólkirály, 1997-ben Münchenben pedig megkapta az évszázad gólkirálya címet.

### A válogatottban
Deák Bamba a válogatottban is remekelt. Összesen 20 alkalommal szerepelt a nemzeti tizenegyben. A nemzetközi mérkőzések során 29 gólt szerzett, gólarány 1,45. Ez világrekord. Megelőzi Just Fontaine-t, aki 30 gólt lőtt 21 mérkőzésen, gólaránya 1,43.
Legjobb formáját az 1947-es Bulgária elleni mérkőzésen hozta, ahol a magyar csapat 9 : 0-ra verte a bolgárokat. E mérkőzésen négyszer juttatta be a labdát az ellenfél kapujába.
1949-ben aztán az újonnan kinevezett szövetségi kapitány, Sebes Gusztáv úgy ítélte meg, hogy a kiváló center politikailag megbízhatatlan, ezért kitette a csapatból, a helyére Hidegkutit állította. Bambát ez nagyon megviselte, mivel így lemaradt az olimpiai győzelemről, az évszázad mérkőzéséről, és mindazokról a sikerekről, amelyek hosszú évekig a világ legjobb csapatává emelték a magyar válogatottat.
Külföldön is számon tartották, s bár lett volna rá lehetősége, ő itthon maradt. 1947-ben a török Fenerbahçe tett neki ajánlatot, amit visszautasított; 1949-ben a világ akkor egyik legjobbjának számító Torino kereste meg, de ezt sem fogadta el. Utólag kiderült, hogy élete legjobb döntését hozta, mert nem sokkal később az olasz csapat tagjai repülőgép-szerencsétlenség áldozatai lettek.
1999-ben (posztumusz) megkapta a Magyar Örökség díját, Pestszentimre-Pestszentlőrinc díszpolgára lett.
Deák Ferenc emléket őrzi az a serleg, amelyet évről évre az élvonalbeli bajnokság gólkirályának adnak át, és vándorkupát is elneveztek róla. 2007-ben nevét felvette egy XVIII. kerületi általános és sportiskola utánpótlás-labdarúgóbázisa. Hagyatékát 2015-től a Puskás Akadémia őrzi. Életregénye 1992-ben jelent meg A bamba címmel, Minden idők legnagyobb gólkirálya alcímmel.

## Sikerei, díjai
- Magyar bajnokság
  - bajnok: 1948-49
  - 3.: 1947-48, 1950, 1951, 1952
  - gólkirály
    - 1945-46 (66 gól, abszolút rekord)
    - 1946-47 (48 gól)
    - 1948-49 (59 gól)
- A Magyar Népköztársaság kiváló sportolója (1951)[10]
- Magyar Örökség díj: 2000 (posztumusz)
- Pestszentlőrinc-Pestszentimre díszpolgára (posztumusz) 2000[11]

## Statisztika

### Mérkőzései a válogatottban
| Magyarország | Magyarország         | Magyarország                | Magyarország  | Magyarország | Magyarország  | Magyarország | Magyarország | Magyarország    |
| #            | Dátum                | Helyszín                    | Hazai         | Eredmény     | Vendég        | Kiírás       | Gólok        | Esemény         |
| ------------ | -------------------- | --------------------------- | ------------- | ------------ | ------------- | ------------ | ------------ | --------------- |
| 1.           | 1946. október 6.     | Budapest. Üllői úti stadion | Magyarország  | 2 – 0        | Ausztria      | barátságos   | 2            | 13' 32'         |
| 2.           | 1946. október 30.    | Esch-sur-Alzette            | Luxemburg     | 2 – 7        | Magyarország  | barátságos   | 3            | 30' 70' 75'     |
| 3.           | 1947. augusztus 17.  | Budapest, Üllői úti stadion | Magyarország  | 9 – 0        | Bulgária      | Balkán-kupa  | 4            | 15' 34' 52' 79' |
| 4.           | 1947. augusztus 20.  | Budapest, Üllői úti stadion | Magyarország  | 3 – 0        | Albánia       | Balkán-kupa  | 1            | 53'             |
| 5.           | 1947. szeptember 14. | Bécs, Práter stadion        | Ausztria      | 4 – 3        | Magyarország  | barátságos   | -            | 46'             |
| 6.           | 1948. április 22.    | Budapest, Üllői úti stadion | Magyarország  | 7 – 4        | Svájc         | Európa-kupa  | 2            | 36' 76'         |
| 7.           | 1948. május 2.       | Bécs, Práter stadion        | Ausztria      | 3 – 2        | Magyarország  | Európa-kupa  | 1            | 48'             |
| 8.           | 1948. május 23.      | Budapest, Üllői úti stadion | Magyarország  | 2 – 1        | Csehszlovákia | Európa-kupa  | 1            | 73'             |
| 9.           | 1948. szeptember 19. | Varsó                       | Lengyelország | 2 – 6        | Magyarország  | Balkán-kupa  | 1            | 67'             |
| 10.          | 1948. október 3.     | Újpest, Megyeri úti stadion | Magyarország  | 2 – 1        | Ausztria      | barátságos   | 1            | 16'             |
| 11.          | 1948. október 24.    | Bukarest                    | Románia       | 1 – 5        | Magyarország  | Balkán-kupa  | 2            | 30' 68'         |
| 12.          | 1948. november 7.    | Szófia, Junak Stadion       | Bulgária      | 1 – 0        | Magyarország  | Balkán-kupa  | -            |                 |
| 13.          | 1949. április 10.    | Prága                       | Csehszlovákia | 5 – 2        | Magyarország  | Európa-kupa  | -            | 85′             |
| 14.          | 1949. május 8.       | Újpest, Megyeri úti stadion | Magyarország  | 6 – 1        | Ausztria      | Európa-kupa  | 2            | 1' 48'          |
| 15.          | 1949. június 12.     | Újpest, Megyeri úti stadion | Magyarország  | 1 – 1        | Olaszország   | Európa-kupa  | 1            | 29'             |
| 16.          | 1949. június 19.     | Stockholm, Råsunda Stadion  | Svédország    | 2 – 2        | Magyarország  | barátságos   | -            | 41'             |
| 17.          | 1949. július 10.     | Debrecen, Nagyerdei stadion | Magyarország  | 8 – 2        | Lengyelország | barátságos   | 4            | 14' 45' 52' 64' |
| 18.          | 1949. október 16.    | Bécs, Práter stadion        | Ausztria      | 3 – 4        | Magyarország  | barátságos   | 2            | 24' 28'         |
| 19.          | 1949. október 30.    | Újpest, Megyeri úti stadion | Magyarország  | 5 – 0        | Bulgária      | barátságos   | 1            | 17'             |
| 20.          | 1949. november 20.   | Újpest, Megyeri úti stadion | Magyarország  | 5 – 0        | Svédország    | barátságos   | 1            | 70'             |
|              | Összesen             |                             |               | 20           | mérkőzés      |              | 29           | gól             |

## Emlékezete
- Sírja a Farkasréti temetőben van.
- Budapest XIII. kerületében, a Hollán Ernő utcában egy emléktábla lett elhelyezve.
- Budapest XVIII. kerületében, a Tövishát utcában egy emléktáblát állítottak tiszteletére.

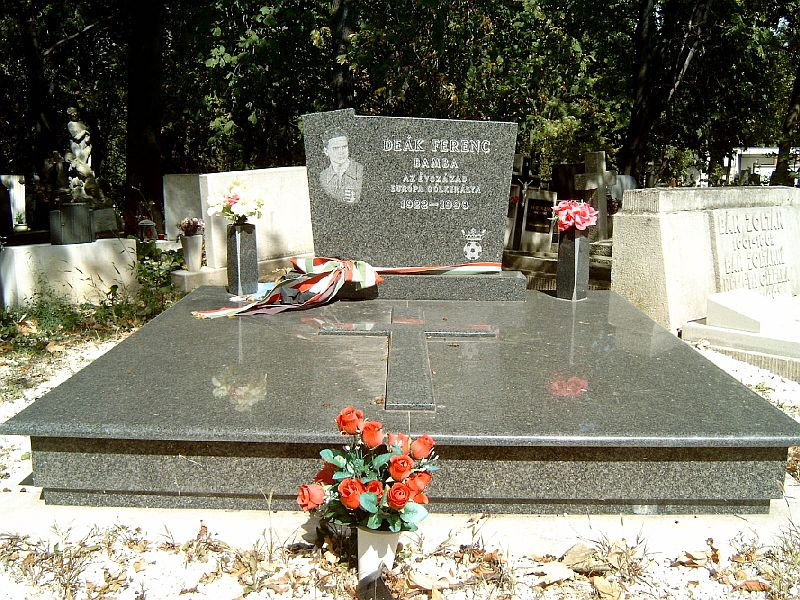
Sírja Budapesten. Farkasréti temető: 1-1-465/466.
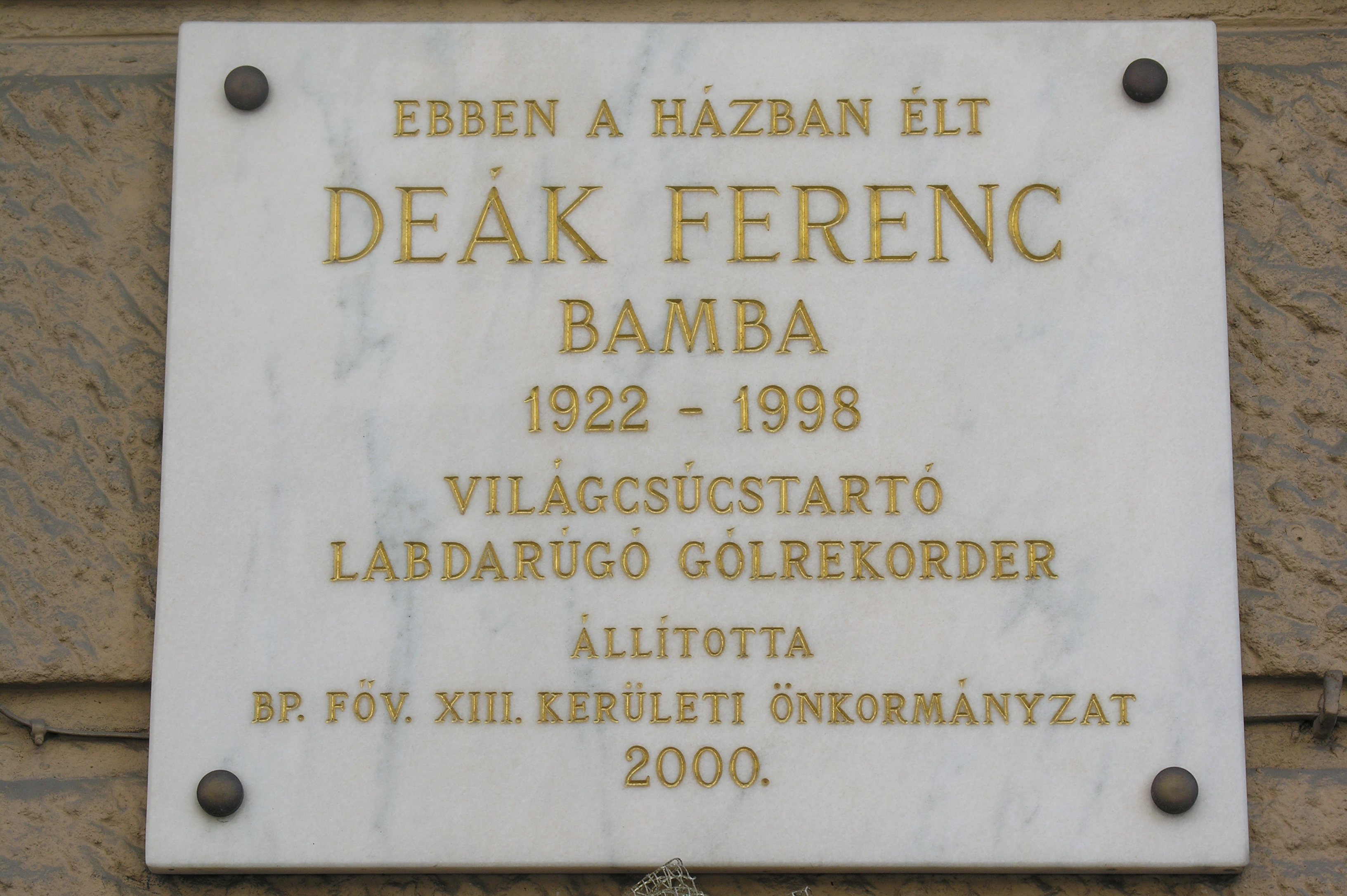
Emléktáblája egykori lakhelyén, a Hollán Ernő utca 31. szám alatt
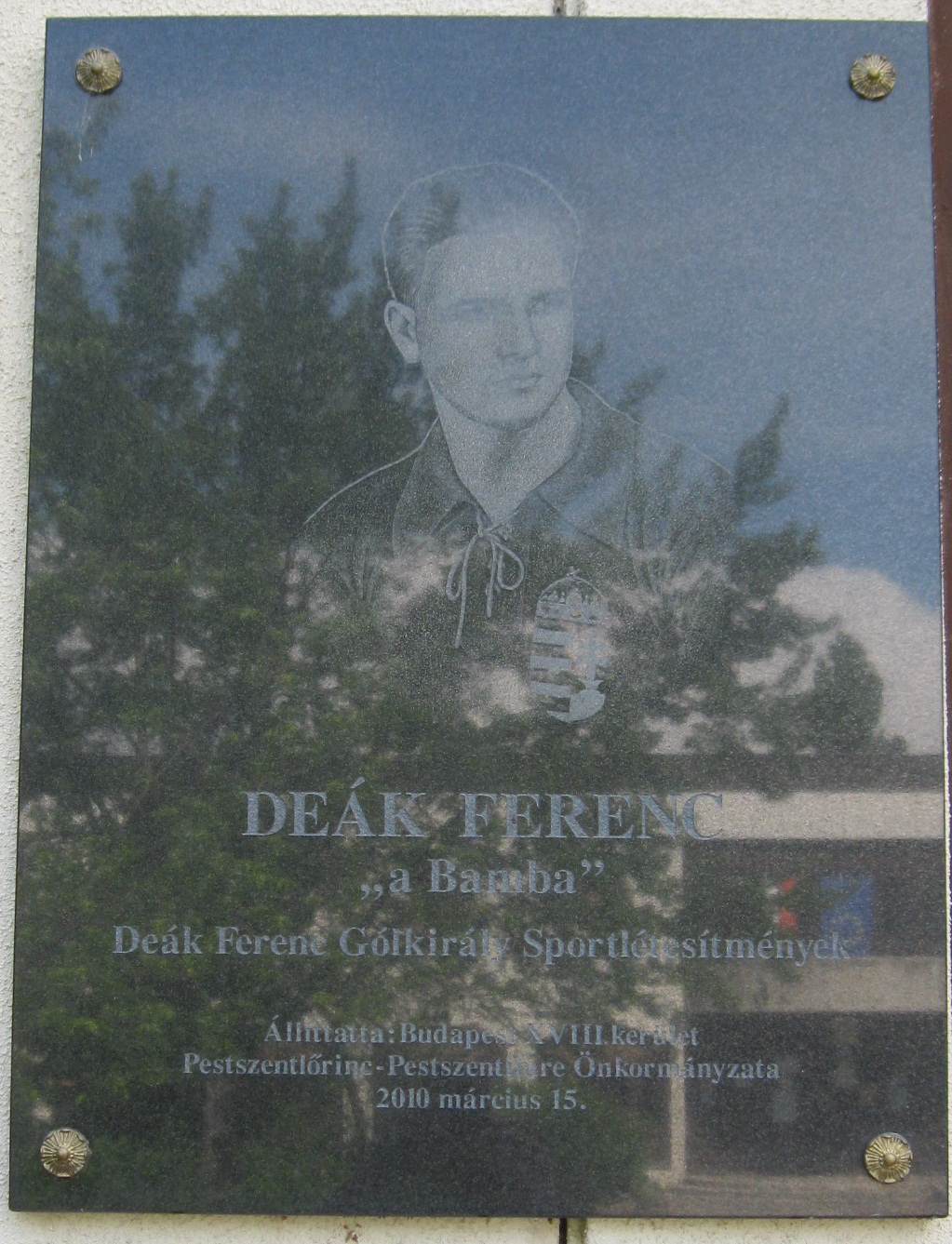
Emléktáblája Budapest XVIII. kerületében